# Fermanville
 Fermanville  es una población y comuna francesa, situada en la región de Baja Normandía, departamento de Mancha, en el distrito de Cherbourg-Octeville y cantón de Saint-Pierre-Église.

## Demografía
| 810 | 724 | 708 | 992 | 1271 | 1408 |
| Para los censos de 1962 a 1999 la población legal corresponde a la población sin duplicidades (Fuente: INSEE [Consultar]) |     |     |     |      |      |